# Fleur Jong
Fleur Jong (née le 17 décembre 1995) est une athlète handisport néerlandaise.
Elle a remporté cinq médailles d'or dans les épreuves du 100 mètres féminin T64 et du saut en longueur féminin T64 aux Championnats d'Europe d'athlétisme handisport 2021 à Bydgoszcz, en Pologne,,, aux Jeux paralympiques de Tokyo 2020 et aux Championnats du Monde d'athlétisme handisports de Paris en juillet 2023.
Depuis mai 2023, elle détient le record du monde du 100 mètres T62 avec un temps de 12,40 secondes.
Depuis septembre 2023, elle détient le record du monde du saut en longueur T62 avec un saut de 6,74 mètres réalisé lors d'une compétition commune avec les athlètes valides, disputée au cours du meeting Diamond League de Bruxelles.

## Jeunesse
Dans son enfance, elle fait de la danse hip-hop.
Quelques jours avant son 17e anniversaire, en décembre 2012, elle contracte une infection bactérienne du sang qui interrompt le flux sanguin vers ses extrémités,,. Sa jambe droite doit alors être amputée sous le genou, ainsi qu'une partie de son pied gauche et les moitiés supérieures de huit doigts,,. La snowboardeuse néerlandaise handisport Bibian Mentel la coache pendant sa rééducation, à la demande de ses parents. L'année suivante, elle est également amputée de la jambe gauche sous le genou, à sa demande, car elle ne pouvait pas l'utiliser correctement,,.
En 2013, elle assiste à une journée de talents handisports organisée par le comité olympique néerlandais, où elle rencontre Guido Bonsen qui deviendra plus tard son entraîneur et qui entraîne déjà Marlou van Rhijn. Elle commence par le sprint, puis essaie le saut en longueur en 2019.

## Carrière
Au début de sa carrière, elle concourt en tant qu'athlète dans la catégorie T43. Elle remporte la médaille de bronze dans l'épreuve féminine du 200 mètres T44 aux Championnats du monde d'athlétisme handisport 2015, qui ont lieu à Doha, au Qatar,. Elle termine également à la sixième place du 100 mètres T44 féminin. En 2016, elle représente les Pays-Bas dans deux sports aux Jeux paralympiques d'été de 2016 à Rio de Janeiro, au Brésil. Elle échoue à se qualifier aux finales du 100 mètres T44 féminin et du 200 mètres T44 féminin. En 2017, elle termine à la quatrième place de l'épreuve féminine du 200 mètres T44 aux Championnats du monde d'athlétisme handisport 2017 qui se déroulent à Londres, au Royaume-Uni.
Début 2018, le comité international paralympique effectue des changements de catégories et, à partir de cette année, elle concourt en tant qu'athlète classée T62, une catégorie spécifique pour les athlètes ayant subi une double amputation sous le genou. En 2019, elle termine à la quatrième place du saut en longueur féminin T62 aux Championnats du monde d'athlétisme handisport 2019 qui se déroulent à Dubaï, aux Émirats arabes unis. Elle termine également à la septième place du 100 mètres féminin T62.
En mai 2021, elle devient la première athlète féminine classée T62 à sauter plus de six mètres à l'épreuve du saut en longueur. Elle établit un nouveau record de 6,02 mètres lors de l'épreuve du Grand Prix mondial d'athlétisme handisport 2021 qui se tient à Nottwil, en Suisse. En juin 2021, elle améliore son record du monde à 6,06 mètres aux Championnats du monde d'athlétisme handisport 2021 à Bydgoszcz, en Pologne. Une semaine plus tard, elle améliore de nouveau son record du monde à 6,09 mètres lors de la compétition annuelle Gouden Spike qui se tient à Leyde, aux Pays-Bas. Elle remporte également le cinquantième prix Gouden Spike,.
Elle se qualifie pour représenter les Pays-Bas aux Jeux paralympiques d'été de 2020 à Tokyo, au Japon. Elle doit participer au saut en longueur féminin T62. Elle est l'une des porte-drapeaux des Pays-Bas lors de la cérémonie d'ouverture des Jeux paralympiques d'été de 2020,. Elle remporte l'or au saut en longueur féminin T62 en établissant un nouveau record du monde à 6,16 mètres,.
Le 27 mai 2023, lors de l'événement World Para Athletics Grand Prix organisé à Nottwil, en Suisse, elle établit un nouveau record du monde dans l'épreuve féminine du 100 mètres T62 avec un temps de 12,40 secondes. Le 4 juin 2023, lors de l'Open Nederlands Kampioenschap Para Atletiek organisé à Vught, aux Pays-Bas, elle établit un nouveau record du monde en saut en longueur T62 avec un saut de 6,48 mètres.
Elle remporte l'or au 100m T62 et au saut en longueur T62 aux championnats du monde d'athlétisme handisports de Paris en juillet 2023.
Elle bat le record du monde du saut en longueur T62 avec un saut de 6,74 mètres le 8 septembre 2023 lors du meeting de la Diamond League à Bruxelles dans une compétition commune avec les athlètes valides. Elle a contacté elle-même les organisateurs de l'événement pour leur demander d'accueillir des sportifs handisport à des fins de sensibilisation ; elle milite pour l'inclusion de disciplines handisport dans les compétitions nationales et internationales pour valides. Elle ne souhaite cependant pas participer aux Jeux olympiques avec les valides, estimant que les championnats du monde handisports et Jeux paralympiques sont des compétitions de prestige, tandis qu'il n'existe pas d'alternative viable aux meetings commerciaux comme la Diamond League.
Elle participe aux championnats du monde d'athlétisme handisports de Kobe en mai 2024. Elle remporte l'or au saut en longueur T62 et au 100m T62. Elle y établit le record du championnat de sa catégorie dans ces deux disciplines. 

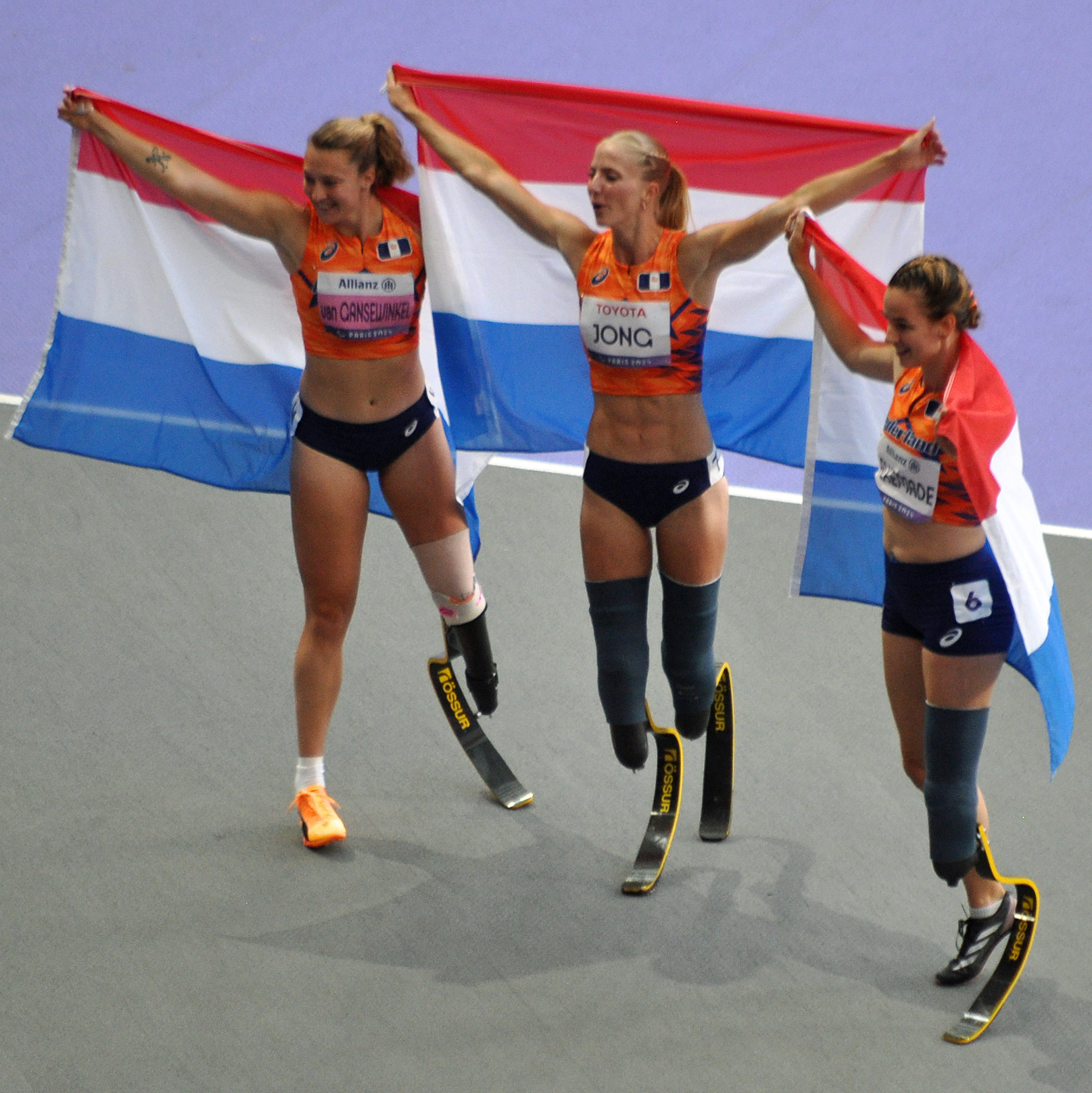
Triplé historique des Pays-Bas au 100m T64 des jeux paralympiques de Paris 2024.

Aux Jeux paralympiques d'été de 2024, elle concours dans la catégorie T64, où elle défend son titre du T62. Elle remporte la médaille d'or dans l'épreuve féminine de saut en longueur T64. Elle établit aussi un nouveau record paralympique dans sa catégorie. Elle remporte également la médaille d'or au 100 mètres féminin T64 avec Kimberly Alkemade et Marlene van Gansewinkel elles-mêmes respectivement médaille d'argent et de bronze, réalisant ainsi un triplé pour les Pays-Bas. Jong a établi un nouveau record paralympique de 12,48 secondes dans sa série.

## Palmarès

### Course
| Année | Compétition           | Lieu      | Classement | Discipline | Résultat |
| ----- | --------------------- | --------- | ---------- | ---------- | -------- |
| 2015  | Championnats du monde | Doha      | 3e         | 200 m      | 27 s 30  |
| 2021  | Championnats d'Europe | Bydgoszcz | 1re        | 100 m      | 12 s 64  |
| 2023  | Championnats du monde | Paris     | 1re        | 100 m      | 12 s 47  |
| 2024  | Championnats du monde | Kobe      | 1re        | 100 m      | 12 s 71  |
| 2024  | Jeux paralympiques    | Paris     | 1re        | 100 m      | 12 s 54  |

### Saut
| Année | Compétition           | Lieu      | Classement | Discipline       | Résultat |
| ----- | --------------------- | --------- | ---------- | ---------------- | -------- |
| 2021  | Championnats d'Europe | Bydgoszcz | 1re        | Saut en longueur | 6,06 m   |
| 2021  | Jeux paralympiques    | Tokyo     | 1re        | Saut en longueur | 6,16 m   |
| 2023  | Championnats du monde | Paris     | 1re        | Saut en longueur | 6,28 m   |
| 2024  | Championnats du monde | Kobe      | 1re        | Saut en longueur | 6,53 m   |
| 2024  | Jeux Paralympiques    | Paris     | 1re        | Saut en longueur | 6,53 m   |